# Príxkino
Príxkino (en rus: Прышкино) és un poble de l'óblast de Nóvgorod, a Rússia, segons el cens del 2011 tenia 11 habitants.